# Steppe boisée

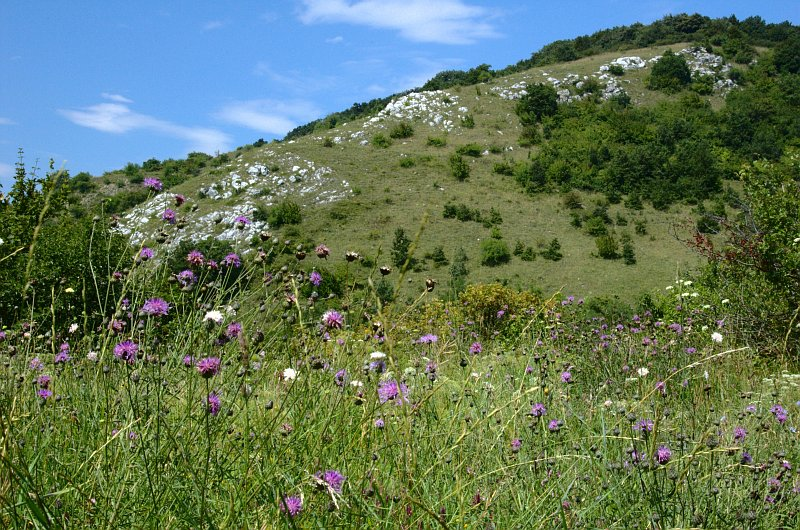
Steppe boisée, Slovaquie

La steppe boisée est un habitat tempéré composé de prairies entrecoupées de zones de forêts.
On la trouve principalement dans une ceinture de forêt-steppe allant de l'est de l'Europe à l'est de la Sibérie, formant une transition entre les forêts tempérées d'arbres à feuilles caduques et les prairies tempérées.
On trouve également des écorégions de ce type dans les montagnes du plateau iranien.